# Gussage All Saints
Gussage All Saints est une paroisse civile et un village du Dorset, en Angleterre. Elle est située dans le district administratif d'East Dorset, à environ 13 kilomètres au nord-est de la ville de Blandford Forum. Elle se trouve au bord d'un petit ruisseau dans une vallée peu profonde sur le versant inférieur de Cranborne Chase (en). Ackling Dyke (en), une ancienne route romaine, traverse la vallée au nord-ouest, et forme la limite de la paroisse à cet endroit.
L'église du village date principalement du début du XIVe siècle. Depuis 2001, la paroisse religieuse de Gussage All Saints est l'une des dix paroisses religieuses qui forment « The Chase Benefice », sous la direction de son premier titulaire, le Révérend Dr Michael Foster. Les autres paroisses sont Gussage St Michael, Farnham, Chettle, Tarrant Gunville, Tarrant Hinton, Tarrant Monkton, Tarrant Rushton, Tarrant Keyneston, et Tollard Royal dans le Wiltshire.
Au sud du village se trouve un établissement de l'âge du fer, fouillé en 1972 par le Dr G. J. Wainwright, du ministère de l'Environnement. L'établissement est formé par une enceinte à peu près circulaire, d'une superficie d'environ 1,2 hectare, avec une seule entrée à l'est définie par deux paires de fossés.